# Klas Granström (född 1975)
Klas Erik Granström, född 27 december 1975 i Malmbergets församling i Norrbottens län, är en svensk journalist och musikproducent. Han är även känd som "Robinson-Klas" samt artistnamnet "K-laz".

## Biografi
Granström är född i Gällivare och uppvuxen i Kalix men flyttade till Luleå som 15-åring för att studera vid fotbollsgymnasiet. Som fotbollsspelare har Granström bland annat representerat IFK Kalix, Luleå SK och Alviks IK, samt spelat i Norrbottens pojk- och juniorlänslag.
Granström blev 1999 känd som "Robinson-Klas" som deltagare i SVT-programmet Robinson där han kom tvåa efter vinnaren Jerker Dalman 1999, och har även deltagit i Fångarna på fortet. Han har gått journalistutbildning på Ljungskile folkhögskola och därefter arbetat som journalist, krönikör och nöjesredaktör, bland annat på Norrbottens-Kuriren.
Granström debuterade som artisten K-laz 2005 med albumet The Soulsnatcher BD (Valentine recordings/Sony BMG). Med producenten Soul Supreme (David Åström) och Anders Nilsson bildade han LDOD, tidigare kallade The Last Days of Disco som debuterade i Sverige under 2006 med singeln What does it mean 2 U. The Last Days of Disco nominerades 2008 för en grammis i Sverige i kategorin "årets dans/hiphop/soul" och har haft en låt på topp 20 listan i Italien. Klas Granström är också medlem i bandet Blänk som bland annat släppt albumen You've never been to Sápmi och Only Built For Northern Lights samt en rad EP:s och singlar i England, USA och Sverige.
Granström har varit redaktör på Norrbottens-kuriren, frilansande nöjesreporter på både Expressen och Aftonbladet, reporter på bland annat Sommartoppen och samhällsprogrammet Transit på Sveriges Radio P3 samt 2013–2014 pressansvarig på MTG (TV3, TV6 och TV8). År 2014 tillträdde han som medarbetare på tidningen Journalisten.